# Thomomys umbrinus
Thomomys umbrinus là một loài động vật có vú trong họ Chuột nang, bộ Gặm nhấm. Loài này được Richardson mô tả năm 1829.

## Hình ảnh

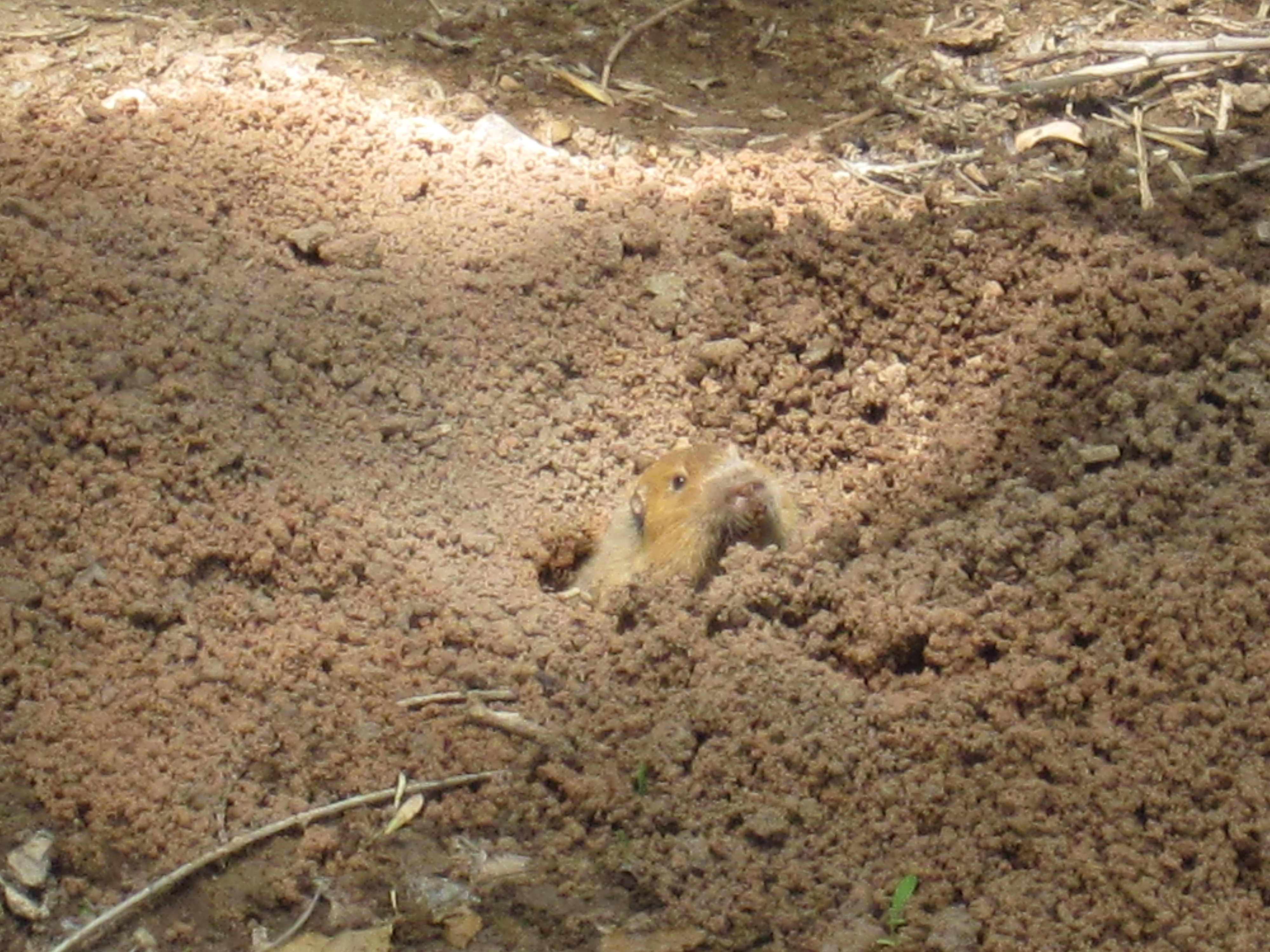